# ニッポニア (小惑星)
ニッポニア (727 Nipponia) は小惑星帯に位置する小惑星。
日本で初めて検出された小惑星のひとつ。1900年に平山信が東京で観測したが、軌道確定には至らなかった。その後、1912年にアダム・マシンガーが軌道を確定して発見者となり、平山の提案をもとに命名された。

## 発見と命名
1900年3月6日と3月9日、東京の麻布台にあった東京天文台（現在の国立天文台）で、平山信がブラッシャー天体写真儀を用いて天体写真を撮影した。この2つの写真からは小惑星候補が3つ検出され、うち2つ（本天体と (498) 東京）が未知のものであった。本天体は日本で初めて検出された小惑星のひとつであるが、2点のみの観測で軌道を確定できなかったため、平山は「小惑星の発見者」とはなっていない。
その後、1912年2月11日にハイデルベルクのケーニッヒシュトゥール天文台でアダム・マシンガー (de:Adam Massinger) によって観測が行われて軌道が確定し、マシンガーが発見者となった。マシンガーは命名について平山に相談し、平山は "Nippon" を提案した。実際の命名は、これを女性形にした "Nipponia"となった。
2012年、東京天文台が麻布に所在していた時代（東京天文台は1924年に三鷹に移転した）の写真乾板が再発見され、ここに平山が本天体を検出した写真乾板も含まれていた。それまで、当時の資料は関東大震災や1945年の東京天文台の火災によって失われたと考えられていた。
なお、日本（の古名・別名）に由来する命名が行われた小惑星として、他に (10727) 秋津島がある。